# José Araripe Jr
José Araripe Jr., conhecido como Araripe (Ilhéus, 7 de julho de 1959), é um cineasta e roteirista brasileiro.

## Biografia
Filho da professora Fantina Araripe Cavalcante e de José Araripe Cavalcante e órfão de pai desde os oito anos, foi criado com o apoio do avô João Alencar Araripe.
Araripe, como o pai preferia o chamar, é o caçula dos 4 irmãos – Consuelo, Alexandre e Talvã se criaram, juntos em Ilhéus. Seguindo os passos da mãe que escrevia, pintava e tocava piano, desde cedo demonstrou pendor para as artes.
Sua primeiras incursões foram compondo músicas para festivais estudantis, escrevendo poesia, peças teatrais, desenhando e pintando – aos 9 anos estudou desenho artístico e publicitário por correspondência através do Instituto Universal Brasileiro.
Aos 13 anos realizou suas primeiras filmagens em super 8; a primeira ficção, o curta JOÃO CIDADE, rodado em Salvador com apoio da irmã que estudava psicologia na UFBA. Aos 15 anos ao tempo que ingressava na Escola Média de Agricultura da Região Cacueira no curso profissionalizante de Tecnologia de Alimentos, participou de feiras de arte e foi premiado em festivais regionais de música estudantil. No festival da Canção de Itabuna, do qual sagrou-se vencedor, também teve a canção Prisão do Ventre, que criticava o analfabetismo proibida pela censura federal.
Ainda na adolescência, o envolvimento com o cinema cresceu nas participações como espectador assíduo da Jornadas Internacionais de Cinema promovidas pelo cineasta Guido Araújo,  no Instituto Cultural Brasil Alemanha, em Salvador e que então era o grande centro da resistência do cinema independente brasileiro.
Em 77 mudou-se com sua mãe para Salvador onde ingressou na Universidade Federal da Bahia no curso de Artes Plásticas. Dedicou-se principalmente à xilogravura, bico de pena, instalações e cinema experimental, tendo como principal mestre do qual foi monitor, o professor Juarez Paraíso.
Teve destacada participações em salões de arte sendo premiado em duas edições do Salão Nacional Universitário de Artes Plásticas da Funarte, em Salvador e Santa Catarina.
Teve sua primeira experiencia em uma grande produção cinematográfica, participando como ator no filme O último Herói de Gibi de José Frazão. Com este mesmo diretor e Emiliano Ribeiro em 79 foi assistente de direção no longa Brilhaê.
Paralelo aos estudos de artes na faculdade, escreveu poesia, publicando Alegretos de Gaiola.
Ingressou via uma oficina na companhia Teatro Livre da Bahia, residente do Teatro Vila Velha, dirigida por João Augusto, escreveu e atuou para Off Sina Pombas Bahia, e atuou em Gracias a La vida e Oxente Gente cordel, espetáculos premiados no projeto Mambembão, que excursionaram pelo país.
Ao lado de Bemvindo Siqueira, Harildo Deda e Sonia dos Humildes participou de espetáculos de Teatro de Rua, para qual escreveu em parceria com Braulio Tavares, O Homem do Canivete. Neste mesmo ano atuou na montagem infanto Juvenil Trupizupe o Raio da Silibrina com direção de Arly Arnoud e Joga Babico no lixo direção Maria Manoela.
Nas suas atividades teatrais voltadas para o interior do estado dirigiu e atuou ao lado de José Delmo Silva no espetáculos Duelo noturno de um Homem vil e Dois perdidos num noite suja.

### Atividades políticas
Ainda no tempo da faculdade participou da atividade política estudantil como integrante do diretório estudantil, e através do Teatro Livre da Bahia em atos públicos contra a censura, a ditadura e pela anistia, em 1979 respondeu inquérito na policia federal pela participação no espetáculo Gracias a La vida, que denunciava a opressão, e desafiava a censura com depoimentos de espectadores colhidos ao vivo no intervalo do primeiro para segundo ato. Gracias a La vida do chileno Isaac Chacrón foi premiado como melhor espetáculo do ano, no Prêmio Martins Gonçalves em Salvador.

### Teatro, Artes Plásticas, humor e cineclubismo
Intensificando suas atividade plásticas na confecção objetos de cena, camisetas e cartazes;  realizou cenários de espetáculos teatrais e shows com destaques para Pode ser que seja só leiteiro lá fora de Caio Fernando de Abreu com direção de Walter Seixas, entre outros.
Expôs no Museu de Arte Moderna da Bahia, a instalação cinética Circuluminoso, com o filmes Circuluminoso, fiat luz e retina-gatilhada premiada em edital público da Fundação Cultural –   também selecionada para o Salão Nacional de Artes Plásticas no MAM, da Funarte no Rio de Janeiro.
Participou de diversas coletivas com o grupo de jovens artistas plásticos emergentes formados por Guache Marques, Florival Oliveira, Maso, Zivé Giudice, Bel Borba e Deca Conde, batizada pela crítica como geração 70,
Ainda como artista visual, ilustrou a revista de Psicanálise da Bahia, e foi vencedor do grande prêmio popular de humor no Salão de Humor Ria é uma ordem.
Manteve por um ano na Escola de Belas Artes o Cine clube Olney São Paulo que realizava exibições diárias em 16 mm.
Fruto de um oficina no ICBA, roteirizou o filme Peão de Motor sobre mutilados da agricultura da fibra sisal - super 8 ampliado para 16 mm, dirigido pelo cineasta alemão Dieter Yung, nesse mesmo ano realizou coletivamente o curta Barroquinha, sobre o tradicional logradouro público de Salvador.
Sua primeira participação com autor na Jornada Internacional de cinema da Bahia, foi como diretor do curta Kitut Tropical, no ano seguinte apresentou Eletros, o grande monumento, ficção científica tendo Edgard Navarro como ator principal.
Como ator teatral ainda participou da montagem de Macbeth com o grupo Avelãs e Avestruz sob direção de Marcio Meirelles, com apresentações no Teatro Guaíra, curitiba e Castro Alves em Salvador.
Ainda na faculdade de Belas Artes, se especializou em cinema no Curso Livre de Cinema da UFBa, coordenado pelo cineasta Guido Araújo.

### Lumbra cinematográfica
No final do anos 70, se aproximou dos cineastas Pola Ribeiro, Edgard Navarro e Fernando Belens formando o grupo Lumbra Cinematográfica, que por dez anos se manteve unido, realizando mais de uma dezenas de filmes em super 8, 16 mm e 35 mm, alguns premiados nacionalmente em festival como Brasília, Rio e Gramado.
Ao término do curso de Artes Plásticas foi aluno especial do curso direção teatral da UFBa, nesse mesmo período foi contratado como repórter especial de cinema pelo Jornal Hoje da TV Aratu, onde realizou 52 reportagens em 16mm.
Nesse período participou como ator em alguns curtas 35 mm, entre eles Vúlvula de Jorge Fellipi e Porta de Fogo de Edgard Navarro.
Criou e fez projeto gráfico da revista especial Zóião, em homenagem à Jornada de cinema da Bahia, com colaborações de diversos cineastas brasileiros.
Em meados dos anos 80, já atuando profissionalmente montou uma produtora responsável pela realização de espetáculos artísticos, documentários e filmes publicitários, que se transformou nos anos seguintes em uma agencia de publicidade atendendo o mercado da capital e do interior.

### Mercado Publicitário
No período de 10 anos criou e dirigiu centenas de campanhas, atendendo inclusive emissoras de TV e atuando na direção de arte, efeitos especiais e direção de animação em filmes cinema e publicidade. Na área de eventos culturais criou e desenvolveu o projeto de implantação de circos culturais em Ilhéus, Porto seguro, Juazeiro e Camaçari.
Fez o projeto gráfico do número 1 e a coordenação editorial do número 2 do tablóide cinematográfico cooperativado CINEMA LIVRE.
Na área musical, dirigiu a cantora Cida Lobo no espetáculo A Hora do Brasil, e foi vencedor do Troféu Caymmi, por melhor espetáculo e melhor direção.
Mesmo diversificando na atividade profissional audiovisual, continuou ligado ao grupo Lumbra, onde realizou os primeiros filmes em 35 mm entre eles: Crianças de mundo novo e Oropa Luanda e Bahia de Fernando Belens; A lenda do Pai Inácio de Pola Ribeiro e Porta de fogo de Edgard Navarro
Em 1990 produziu, roteirizou e co-dirigiu com Pola Ribeiro para a TV Aratu, Carnaval in Bahia, documentário de 52 o primeiro home video da maior festa popular da Bahia. Também realizou o documentário Festa no Mar sobre os festejos de Iemanjá.

### Vida docente
Em meados dos anos 90, abandonou as atividades empresarias e mediante concurso ingressou na Escola de Belas Artes da Universidade Federal da Bahia e na Pontifícia Universidade Católica da Bahia onde ministrou disciplinas ligadas a criação e produção em desenho, radio, televisão e cinema.
Durante estes 12 anos, na PUC-BA também foi orientador projetos especiais dos alunos de comunicação social com habilitação em publicidade, que consistia na execução de campanhas completas com planejamento de criação, planejamento de mídia e produção de peças gráficas e em RTVC.
Organizou o primeiro seminário sobre computação gráfica realizado na Bahia – o Belas Artes Computer Graphics, com presenças de grandes especialistas nacionais entre eles J. Dias da Globotec –; ainda na escola de Belas Artes coordenou e fez curadoria do ciclo de debates Quintas visuais, dedicado as intersecções entre arte tradicional e novas mídias.
Como free lancer realizou para agências e produtoras mais de uma centenas de filmes e dirigiu e roteirizou dezenas de documentários institucionais. Também criou e dirigiu comercias para campanhas políticas em Fortaleza, Recife, Aracaju, São Luis e Salvador

### Cinema e vídeo
Foi convidado pelo curador Marcelo Dantas a realizar o vídeo Croma o quê? para a exposição 50 anos da televisão brasileira na Oca Ibirapuera - Brasil 500 anos, compondo um painel da história televisiva ao lado de autores de 20 estados brasileiros.
Teve sua obra super oitista experimental incluída ma mostra Itaú Cinema experimental dos anos 70, organizada por Rubem Machado.
Durante dois anos manteve uma coluna dedicada ao audiovisual o jornal de cultura SOTERÓPOLIS, em Salvador.
Foi por duas gestões presidente da ABCV-ABD BA, associação reativada para sensibilizar os Estado da Bahia a criar políticas públicas para o cinema, o que resultou na volta dos editais de longa e curtas. Criou o evento Quartas Baianas de exibição que em 2009, completou 5 anos de exibições semanais.
Em 2002, José Araripe Jr, teve seu nome aprovado pela assembleia legislativa do Estado para membro do conselho de cultura do Estado da Bahia, onde representou o segmento cinematográfico.
No cinema, teve roteiros premiados em concursos nacionais e na Bahia: Realizando em 35 mm, o premiado curta Mr. Abrakadabra! protagonizado por Jofre Soares,  vencedor de mais de 15 prêmios e exibidos em mais de 40 países. Foi premiado com a produção do roteiro O Pai do Rock média que integrou o longa 3 histórias da Bahia ao lado de Sergio Machado e Edyala Iglesias.
Novamente em nível nacional através da secretaria do audiovisual do MinC foi premiado pelo roteiro do curta Rádio Gogó, comédia produzida pela Truq Cine TV e vídeo, de Moisés Augusto e Silvia Abreu, produtora de todos os seus recentes filmes, inclusive o recente longa Esse Moços que tem como co-roteirstas Hilton Lacerda, Ricardo Soares e Vitor Mascarenhas (com os atores Inaldo Santana e participação especial João Miguel e Gilberto Gil que canta a canção título) lançado em 2007, já foi exibido em dezenas de festivais e mostras nacionais e outros países: Espanha, Colômbia,EUA, Argentina,Portugal,
Alemanha entre outros;
Cine PE 2005 Recife –  Brasil
Cinesul - Rio de Janeiro – Brasil
Festival de Havana – Cuba
Festival Tirant – Valencia - Espanha
Panorama Internacional Coisa de Cinema - Salvador – BA
Mostra BR Internacional de Cinema de São Paulo
Circuito Fundação Palmares – Brasil
Circuito Candango Centro Oeste – Brasil
Arraial Cine Fest - Porto Seguro – Brasil
Mostra Conquista - Vitória da Conquista – Brasil
Cineport - Festival dos Países de Língua Portuguesa Lagos – Portugal
Brazilian Film Festival New York - EUA
Mostra Brazil Digital - Bogotá – Colômbia
Cineamazonia Rondônia – Brasil
Mostra Bahia Brasil – Berlim- Alemanha
Mostra Bahia Brasil – Buenos Aires – Argentina
American Afrikan Market – Los Angeles – EUA
Brazilian Film Festival – Los Angeles – EUA

### Longa metragem
Esses Moços,  inspirado na canção de Lupícinio Rodrigues lançado em circuito comercial e circuitos alternativos já alcançou cerca de 60 mil pessoas em salas e mostras e atualmente faz parte da programação do Canal Brasil. O blog da produção dispõe de um trailer considerado cinco estrelas pelo público que frequenta o Youtube. Artistas e cinéfilos opinam sobre o filme:
"O filme Esses Moços é mais uma comprovação deste apreço que o cinema tem pela música popular brasileira e deste encaixe muito natural que uma coisa faz com a outra"
Gilberto Gil - Ministro da Cultura
"Esses Moços nos devolve à necessidade humana do simplesmente ser, como forma, essência e objetivo da vida, ante o catatonismo dos valores de consumo."
Andrea Tonacci – Cineasta
“Às vezes o cinema se veste de tanta verdade que nem parece cinema”
Orlando Senna – Cineasta
"Esses Moços, é um desse filmes que nos encantam pela sua tocante carga de humanidade, que nossos sentidos estão desacostumados a experimentar atualmente. Um sopro jovial na cena contemporânea de nosso cinema."
Joel Pizzini - Cineasta
“Esses Moços é, sem dúvida, um filme para encantar os olhos e aquecer o coração.”
Joel Zito Araújo - Cineasta
“É, antes de tudo, pura poesia”
Bete Dantas – Professora universitária

### Gestão pública
Em 2005 convidado pelo ministério da Cultura na gestão Gilberto Gil, Orlando Senna, Juca Ferreira e Leopoldo Nunes, assumiu a gerencia do CTAV – Centro Técnico Audiovisual, compondo a equipe do MINc onde revitalizou o atendimento de apoio à produções de todo o país, implementando diversos programas entre eles a distribuidora Programadora Brasil, os Núcleos de produção digitais regionais, o convenio com o NFB do Canadá e o CTAV Norte nordeste em parceria com a fundação Joaquim Nabuco.
Entre os adventos de recuperação do órgão conquistou junto à Petrobrás o patrocínio no valor de Cinco milhões de reais para a construção de nova unidade predial destinada a preservação de filmes. Representou o país em missões de intercâmbio culturais em Angola,Paraguai,Canadá e França.

### Televisão pública
Em 2007 foi convidado para compor a equipe de criação da TV Brasil, emissora da EBC – Empresa Brasil de comunicação – antiga TVE – ingressou como Gerente de projetos especiais e assumiu em janeiro de 2008 a gerencia executivo de conteúdo, departamento responsável pelo desenvolvimento de diversos programas entre eles Samba na Gamboa, Som na Rua, Novo Animania, Tal como Somos, Nos Braços da Viola, Assim vivemos e Festival Tela Digital.
Sem abandonar suas origens artísticas do cinema e das artes plásticas desenvolve paralelamente pesquisas e realizações nas areas de desenho, pintura e animação – está em fase de conclusão de mestrado em cinema de animação na PUC-RJ, e prepara exposição comemorativa de 30 anos de carreira. Alguns fotos e desenhos podem ser apreciados em www.araripe.com
Alguns roteiros cinematográficos em compasso de espera: Revistavelha.com; O retorno da Viúva Negra; Gosto de primavera; os curtas: O cão do Revolver; Morto ao vivo; Alma sem RG - os docs: Bahia-Angola: Revelações de um tempo de guerra; e Coverdose - o mundo é uma aldeia
A Original filmes,distribui em DVD o longa Esses Moços. É possível assistir Rádio Gogó e Mr. Abrakadabra!, no site www.portacurtas.com.br.
Atualmente mora no Rio de Janeiro.

## Filmografia
- João Cidade - super 8 - 1975 Roteirista/Diretor
- Barroquinha - super 8 - 1977 Roteirista/Diretor
- Kitut tropical – super 8 - 1977 Roteirista/Diretor
- Lumiére meu filho, o que você esta fazendo neste quarto escuro?
- – Super 8 - 1979 Roteirista/Diretor
- J.S.Brow,o último herói de Gibi – 35 mm – 1978 (Dir. Jose Frazão) - Ator
- Peão de Motor – super 8 – 1978 (Dieter Jung) Produtor e Roteirista
- Contos de Farda - super 8 – 1980 - Roteirista/Diretor
- Fiat Lux - super 8 – 1978 - Roteirista/Diretor
- Circuluminoso - super 8 – 1981 - Roteirista/Diretor
- Crianças de Mundo Novo - 35mm - 1982 (Dir.Fernando Belens)- Ass. de Direção
- Oropa, Luanda e Bahia - 35mm -1983 (Dir.Fernando Belens) Ass. de Direção
- Me diz que eu sou seu tipo - Super 8 – 1982 - Co-diretor
- Na Bahia Ninguém fica em Pé – super 8 – 1980 - Co-diretor
- Porta de Fogo 35mm/1983 (Dir.Edgard Navarro) - Ator e Ass. Direção
- Eletros, o grande monumento - super 8 – 1983 - Roteirista/Diretor
- Vúlvula - 35mm/1984 (Dir.Jorge Felippi) - Diretor de Arte - Ator
- Brilhaê - 35mm - 1984 (Dir.Jose Frazão) - Ass. de Direção
- A lenda do Pai Inácio - 35 mm - 1986 (Dir. Pola Ribeiro) - Diretor de Arte
- Anil - 35 mm - 1988 (Fernando Belens) - Diretor de Arte
- Superoutro - 35mm - 1989 (Dir. Edgard Navarro) - Diretor de Arte
- Carnaval in Bahia - u-matic - 1990 (Pola Ribeiro) - Produtor, Roteirista e Diretor de Arte
- Heteros, a comédia  - 35mm- 1992 (Fernando Belens) - Diretor de Arte*****

## Premiações em cinema
- "Mr. Abrakadabra!" - Prêmio de produção “resgate do cinema Brasileiro”  de Roteiro MINC – Ministério da Cultura do Governo do Brasil - 1996
- "Mr. Abrakadabra!" - Melhor filme VI Cine Ceará – 1996
- "Mr. Abrakadabra!" - Melhor Direção de Arte VI Cine Ceará – 1996
- "Mr. Abrakadabra!" - Melhor filme Júri Oficial " Festival de Brasília - 1996
- "Mr. Abrakadabra!" - Melhor filme Júri - Popular Festival de Brasília -1996
- "Mr. Abrakadabra!" Melhor fotografia - Festival de Brasília -1996
- "Mr. Abrakadabra!" Melhor ator “Jofre Soares” – Festival de Brasília -1996
- "Mr. Abrakadabra!" - Prêmio OIT - Organização Internacional do Trabalho Festival de Brasília - *1996
- "Mr. Abrakadabra!" Prêmio OCIC – Organização Católica Internacional de Cinema – Jornada Internacional de Cinema – BA 1996
- Mr. Abrakadabra!" Prêmio Diomedes Gramacho – Melhor produção - Jornada Internacional de Cinema – BA 1997
- Mr. Abrakadabra!" Melhor filme Júri Popular - Festival de Recife - 1997
- "Mr. Abrakadabra!" Melhor filme Júri Oficial - Festival de Recife 1997
- "Mr. Abrakadabra!" Prêmio SINAPSE de distribuição Internacional - Festival Internacional de Curtas de São Paulo – 1997
- Mr. Abrakadabra!" Prêmio de exibição "curta nas telas" Fundacine RS – 1998
- " Mr. Abrakadabra!" Prêmio Júri Popular – Mostra Brasil Plural – Berlim Alemanha -1999
- O Pai do Rock" Prêmio de produção de Roteiro - edital da Fundação Cultural do Estado da Bahia - 1997
- " Rádio Gogó" Prêmio de Produção de Roteiro SAV/MINC - 1998
- "Rádio Gogó" Melhor diretor - Festival de Cinema e Vídeo de Curitiba -1999
- "Rádio Gogó" Melhor filme baiano e prêmio melhor contribuição à arte popular Jornada *Internacional de Cinema – BA – 1999
- "Rádio Gogó" Melhor Ator e Trilha sonora no Festival de Santa Fé – Argentina -1999
- Esses Moços – Melhor atriz coadjuvante Festival Latino Americano de Curitiba
- A confirmação - 16mm/ 1994 (Dir. Pola Ribeiro/Jorge Alfredo) - Diretor de Arte
- Mr. Abrakadabra! - 35mm – 1996 - Roteirista/Diretor
- Festa no Mar – Betacam Documentário - 1998 - Roteirista/Diretor
- Rádio Gogó - 35 mm – 1999 - Roteirista/Diretor
- O Pai do Rock – média 35 mm (longa "3 Historias da Bahia") 1999 - Roteirista/Diretor
- Croma o quê? Betacam - 50 anos da TV no Brasil 2000 - Roteirista/Diretor
- Samba Riachão - vídeo/35 mm (Dir. Jorge Alfredo) 2001 - Diretor de arte
- De dia na agricultura, de noite na criatura – vídeo DV  2003 - Roteirista e Diretor
- A Bahia do Afoxé Filhos de Gandhy – DVD 2005 - Diretor de Edição e autoração
- Esses Moços – longa metragem 35mm 2007 Roteirista e Diretor